# مراد غوناك
مراد جوناك (بالتركية: Murat Günak)‏ (من مواليد 9 أغسطس 1957، إسطنبول) هو مصمم سيارات تركي والمصمم الرئيسي السابق لشركتي فولكس فاجن ومرسيدس بنز.

## تصاميم السيارات
- مرسيدس بنز آر 170
- بيجو 206
- بيجو 307
- بيجو 607
- فولكس فاجن سي سي
- توج T10X